# Hermógenes Fonseca
Hermogenès Valente Fonseca (ur. 4 listopada 1908 w Rio de Janeiro, zm. ?) – brazylijski piłkarz grający na pozycji defensywnego pomocnika.

## Kariera klubowa
Karierę zaczął w Rio de Janeiro w klubie Andarahy Atlético Clube w 1922 roku. W roku 1927 przeszedł do lokalnego rywala Ameriki, której pozostał wierny do 1934 roku. W 1935 wrócił do Andarahy, gdzie w tym samym roku skończył karierę. Z Americą dwukrotnie zdobył mistrzostwo stanu Rio de Janeiro – Campeonato Carioca w 1928 i 1931 roku.

## Kariera reprezentacyjna
Na początku lat 30. występował w reprezentacji Brazylii, z którą pojechał na mistrzostwa świata w 1930 w Urugwaju, w których wystąpił w obydwu meczach grupowych z Jugosławią (był to dla niego debiut w reprezentacji) i Boliwią. Ostatni mecz w reprezentacji rozegrał 6 września 1931 z Argentyną, który Brazylia wygrała 2-0. Stawką tego meczu był Puchar Rio Branco. Ogółem rozegrał 5 meczów w reprezentacji.